# イアン・ラムゼイ
イアン・ラムゼイ（英語: Iain Ramsay、1988年2月27日 - ）は、オーストラリア・西オーストラリア州パース生まれのサッカー選手。フィリピン代表。ポジションはMFもしくはDF。
イアン・ラムジーと表記されることもある。オーストラリアでスコットランド人の父親とフィリピン人の母親から生まれたため、オーストラリア、スコットランド、フィリピンの三重国籍者となっている。

## クラブ歴

### シドニー・オリンピックFC
シドニーFCで選手となったものの、その後ユース時代に在籍したニューサウスウェールズ・プレミアリーグのシドニー・オリンピックFCに2010年に加入した。

### アデレード・ユナイテッドFC
2010年7月23日には1年契約でAリーグに所属するプロクラブである、アデレード・ユナイテッドFCに移籍した。8月20日のメルボルン・ハーツFC戦ではAリーグ初得点を含む2得点を挙げ、クラブの勝利に貢献した。その後、かつて在籍したシドニーFC相手に得点を挙げて2-1の勝利に貢献した。

### メルボルン・シティFC
2013年4月8日にはメルボルン・ハーツFCへの加入が発表された。その後、同クラブはメルボルン・シティFCに名称を変えた。2015年5月13日にクラブから解雇された。

### トラークトゥール・サーズィーFC
2015年夏にペルシアン・ガルフ・プロリーグのトラークトゥール・サーズィーFCと契約し、同クラブのメンバーとなった。初め2試合で3アシストと云う幸先の良いスタートを切ったが、監督の交代により出場機会が減り、8試合の出場のみに終わった。

### セレス・ネグロスFC
2017年1月、フィリピンのセレス・ネグロスFCへ移籍した。フィリピン・フットボールリーグの2017年ファイナルシリーズの決勝戦でハットトリックを達成し、勝利に貢献した。

### FELDAユナイテッドFC
タイのプラチュワップFCと契約し、2018シーズンからデビューすると思われていたが、2018年1月にマレーシアのFELDAユナイテッドFCへの移籍を決断した。

### スコータイFC
2019年、スコータイFCに移籍しタイ・リーグ1に初参戦。

### プラチュワップFC
2019年12月12日、以前に加入が噂されていたプラチュワップFCへ移籍。

## 代表歴
彼はオーストラリアでスコットランド人の父親とフィリピン人の母親から生まれたため、代表としては3カ国から選ぶ権利を有していた。彼自身としてはオーストラリア代表を志願していたものの、オーストラリア代表からの招集がかからなければフィリピン代表も「素晴らしいオプション」であると述べていた。
2015年5月にフィリピン代表として2018 FIFAワールドカップ・アジア2次予選のバーレーン代表戦、イエメン代表戦のメンバーに招集された。6月11日のバーレーン代表戦で初出場、16日のイエメン代表戦の74分に初得点を挙げた。
上述の通り彼はフィリピン代表に数多いハーフ選手の一人である。2015年に彼は「フィリピン代表のメンバーの多くが純粋なフィリピンの血でない事に疑問を感じる人も勿論いるだろう。ハーフであろうともクォーター、スリークォーターであろうとも我々は自分の事をフィリピン人だと思っているし、国の代表である事に誇りを持っている」と述べた。

## 個人成績
代表での得点一覧
| #  | 日附           | 場所                                     | 対戦相手 | 得点 | 結果 | 大会                                   |
| -- | -------------- | ---------------------------------------- | -------- | ---- | ---- | -------------------------------------- |
| 1. | 2015年6月16日  | ドーハ・カタールSCスタジアム             | イエメン | 2–0  | 2–0  | 2018 FIFAワールドカップ・アジア2次予選 |
| 2. | 2016年3月29日  | マニラ・リサール・メモリアル・スタジアム | 北朝鮮   | 3–2  | 3–2  | 2018 FIFAワールドカップ・アジア2次予選 |
| 3. | 2016年10月10日 | マニラ・リサール・メモリアル・スタジアム | 北朝鮮   | 1–3  | 1–3  | 親善試合                               |
| 4. | 2017年3月28日  | マニラ・リサール・メモリアル・スタジアム | 北朝鮮   | 3–0  | 4–1  | AFCアジアカップ2019 (予選)・3次予選    |

## タイトル

### クラブ
シドニーFC
- Aリーグ: 2009–10

### 個人
- シドニーFCナショナル・ユースリーグ年間最優秀選手: 2009-10
- アデレード・ユナイテッドFC新星賞: 2010-11